# Río Thlewiaza
El río Thlewiaza es un río de Canadá que tiene su origen en el extremo noroeste de la provincia de Manitoba y fluye en dirección este y noreste hasta desembocar la bahía de Hudson, tras recorrer una distancia de unos 500 km y cruzar el lago Nueltin, en la frontera administrativa con el territorio autónomo de Nunavut.